# Важнова Галина Дмитрівна
Галина Дмитрівна Важнова (рос. Галина Дмитриевна Важнова; нар. 19 січня 1968, Мещерське, Чеховський район, Московська область, РРФСР) — радянська та російська футболістка, воротар. Виступала за збірну Росії.

## Життєпис
У 1998 році заявлена під номером 111.
Розпочала грати у 20 років у клубі СКІФ (Малаховка, Московська область), перший тренер – Сергій Анатолійович Логінов.
26 березня 1990 року стала першим воротарем у першому матчі збірної СРСР. 1990 року провела у складі збірної вісім матчів, у двох матчах була капітаном команди.
10 березня 2007 року зіграла у тренувальному матчі складі збірної Росії проти англійського клубу «Вотфорд» (вийшла на заміну у другому таймі, провела на полі 45 хвилин і зіграла на «нуль»). Другий матч за збірну зіграла в рамках підготовки до чемпіонату Європи 2009 року в благодійному матчі (4 липня 2009) проти чоловічої команди «Росіч-Старко» (вийшла на заміну у другому таймі та пропустила м'ячі від: Смертіна та Глинникова). Була заявлена до складу збірної на чемпіонат Європи-2009, але не зіграла жодного матчу й стала найвіковішою (41 рік) гравчинею із усіх учасників.

## Досягнення
- Вища ліга СРСР
  -  Бронзовий призер (1): 1991

- / Чемпіонат Росії
  -  Чемпіон (1): 2005
  -  Срібний призер (2): 1992, 2004

- Кубок Росії
  -  Володар (1): 2005

- Екстраліга
  -  Чемпіон (2): 1997, 1998

- Кубок Польщі
  -  Володар (1): 1996, 1997, 1998

- Italy Women's Cup
  -  Фіналіст (1): 2004

- Чемпіонат Європи з футзалу
  -  Чемпіон (1): 2001